# Ibrahim I di Shirvan
Ibrahim I di Shirvan (Şəki, prima del 1382 – Şamaxı, 15 settembre 1418) è stato un sovrano azero della dinastia Shirvanshah che regnò sullo Shirvan dal 1382 al 1418.

## Biografia
Dopo la morte di Shirvanshah Hushang nel 1382, Ibrahim I venne eletto dalla nobiltà locale per regnare su Shirvan. In quel tempo era un nobile decaduto che viveva a Shaki. Secondo la leggenda, era occupato nell'aratura di un campo quando il messaggero di Shamakh lo raggiunse per informarlo della decisione presa.
La saggia politica di Ibrahim I salvò Shirvan dai soprusi degli invasori esterni, sia Tamerlano da sud che Toktamish da nord. Per prima cosa si alleò con Tamerlano e per tutta risposta subì l'attacco di Toktamish, che razziò il territorio di Tabriz nel 1386. L'anno seguente, l'esercito di Tamerlano e del suo vassallo Shirvanshah Ibrahim sconfisse l'esercito di Toktamish sulle rive del fiume Kura.
In molte altre occasioni, Tamerlano usò Shirvan come base per muovere attacchi alla Georgia e al Dagestan. Nel 1399-1402, Ibrahim prese parte alla devastante spedizione di Tamerlano contro la Georgia.
Dopo la morte di Tamerlano, Ibrahim I provò a conquistare Tabriz nel 1406 ma fallì nell'impresa a seguito dell'emergere dello stato di Kara Koyunlu, una nuova dinastia turca in Azerbaigian. Lo Shah inoltre rifiutò di pagare un tributo a Kara Yusuf, sovrano di Kara Koyunlu.
Fino al 1411, Ibrahim I fu alleato di Costantino I di Georgia ed il sovrano di Shaki Sidi Ahmed, e cercò di contenere l'avanzata turcomanna di Kara Koyunlu nel Caucaso. A seguito della decisiva Battaglia di Chalagan nel novembre 1412, gli alleati vennero sconfitti e re Costantino, suo fratello David e Ibrahim vennero imprigionati.
Mentre il suo amico e alleato georgiano re Costantino venne ucciso, Ibrahim I si salvò dopo aver pagato un alto riscatto e tornò a Shirvan nella primavera del 1413.
Nella Città Vecchia di Baku, esiste una moschea costruita ai tempi di Shah Ibrahim nell'818 (1414/15).
A Ibrahim I succedette suo figlio Khalilullah I.
| Controllo di autorità | VIAF (EN) 190153061341519201811 |